# Mubàixxir Nàssir-ad-Dawla
Mubàixxir ibn Sulayman Nàssir-ad-Dawla (àrab: مبشر بن سليمان ناصر الدولة, Mubāxxir b. Sulaymān Nāṣir ad-Dawla; Qàlat al-Hamir, Làrida, ?-Madina Mayurqa, 1114) fou emir de Mayurqa durant la taifa de Mallorca (1093-1114). El Liber Maiolichinus l'anomena Nazaredeolus, adaptació al llatí del seu làqab Nàssir-ad-Dawla, literalment ‘Campió de l'Estat’.
D'infant fou fet presoner a Barcelona i més tard alliberat per l'ambaixador de Mayurqa, que l'oferí a Abd-Al·lah ibn al-Murtada ibn al-Àghlab, el qual l'incorporà al seu cercle familiar i finalment el succeí amb el títol d'emir.
La seva cort literària fou una de les més importants del seu temps.
Patí l'assalt de Formentera, Eivissa i Menorca per part dels noruecs dirigits per Sigurd I que es dirigien a Terra Santa en Croada, entorn del primer decenni del segle xii, i l'expedició catalano-pisana entre 1113 i 1115, durant la qual morí.

## Epitafi de Nàssir ad-Dawla
| « | Si us vaig ferir en vida, passeu de llarg, amics, i que la glòria us guardi. I a vosaltres que ploreu la meva absència, quan la llàgrima arribi als llavis que sigui per morir, al punt, en un somriure. De la banda de la mort, segueixo essent el jardiner que fa de l'amistat la rosa més preuada. | » |